# Matha (hinduizm)

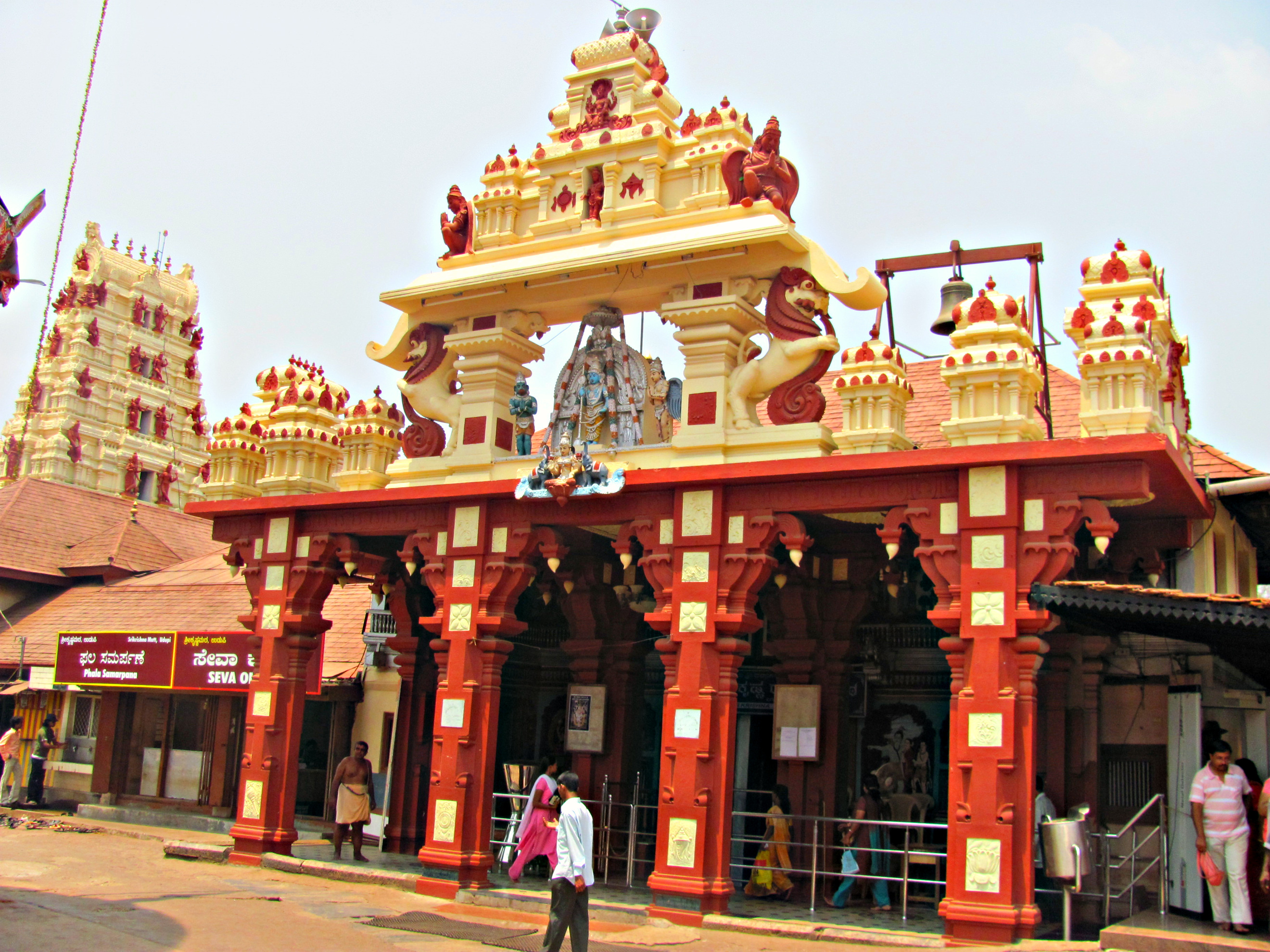
Matha w Karnatace

Matha (sanskryt मठ, trl. maṭha, hindi maṭh) – hinduistyczna instytucja religijna typu monastycznego lub edukacyjnego. Math kierowany może być szczególnie przez mathanta, swamiego, jagadguru.
Mathy powstawały w obrębie większych kompleksów kultowych lub były zakładane przez cieszących się szczególnym autorytetem przywódców religijnych. Kultywuje się w nich dharmę, prawo, filozofię, jogę.
Gdy większa liczba mathów podlega jednemu świętemu lub organizacji hinduistycznej, przyjąć mogą zbiorczą nazwę 'misja', (np. Ramakrishna Math - Misja Ramakryszny).